# 塞讷河
塞讷河（法語：Senne，法語發音：[sɛn] ⓘ，荷蘭語發音：[ˈzɛnə]）是流經比利時中部一條的河流，總長103公里，為代勒河的左支流，也是斯海尔德河的三级支流（通过代勒河和吕珀尔河）。其发源于埃諾省苏瓦尼东南部纳斯特村，流经布鲁塞尔，于安特卫普以南的海芬村流入代勒河。塞讷河其中一條支流為沃吕沃河。塞讷河流量穩定，河水甚至偶爾會滿溢至河岸。
19世紀至20世紀初時，由於塞讷河的污染日益嚴重，再加上隨著運河（如沙勒罗瓦—布鲁塞尔运河）完工，其航運價值降低，布魯塞爾市中心附近於是展開工程，徹底將塞讷河覆蓋，並在河面上鋪建許多主要道路。在布魯塞爾郊區和城外，仍然可以見到塞讷河不息的流經鄉鎮；而在市中心地區，河川多半沿著布鲁塞尔小环路流動於地底。由於布魯塞爾首都地區的廢水，長期以來未經處理直接排放入河內，塞讷河是公認比利時汙染最嚴重的河川。2007年3月，隨著新設汙水處理廠竣工，河川汙染問題的改善之路透露出一絲曙光；然而，布魯塞爾北汙水廠卻在2009年12月無預警宣布暫時關閉，在政壇和環保議題上引起軒然大波。
塞讷河河谷生長著獨特的季節性野生酵母，被用於生產純正的朗比克啤酒。